# Probus (Ravenna)
Probus († um 175) war der Legende nach Bischof von Ravenna.
Über Probus ist wenig bekannt. Seine Reliquien werden in der Basilica Orsiana von Ravenna verehrt. Gedenktage des Heiligen sind der 10. November und der 11. März. Die Translation seiner Gebeine wird am 5. März begangen.